# Oberea scutellaris
Oberea scutellaris là một loài bọ cánh cứng trong họ Cerambycidae.